# Tiefwassergroppen
Die Einteilung der Lebewesen in Systematiken ist kontinuierlicher Gegenstand der Forschung. So existieren neben- und nacheinander verschiedene systematische Klassifikationen. 
Das hier behandelte Taxon ist durch neue Forschungen obsolet geworden oder ist aus anderen Gründen nicht Teil der in der deutschsprachigen Wikipedia dargestellten Systematik.
Die Tiefwassergroppen (Abyssocottidae Jordan, 1923) (Gr.: ἄβυσσος abyssos = bodenlos, kottos = Kopf) leben endemisch im südsibirischen Baikalsee in Tiefen von unter 170 Metern.

## Merkmale
Die Fische erreichen Längen von 6 bis 28 Zentimeter. Sie haben zwei Rückenflossen. Die erste, kürzere Rückenflosse wird von drei bis zehn Flossenstacheln, die zweite von 10 bis 21 Weichstrahlen gestützt. Die Afterflosse hat 8 bis 16 Weichstrahlen. Bei den Bauchflossen finden sich ein Flossenstachel und zwei bis vier Weichstrahlen. Die Postcleithra (ein Knochen im Schultergürtel) ist reduziert oder fehlt. Tiefwassergroppen haben 30 bis 37 Wirbel.

## Systematik
Traditionell werden die Tiefwassergroppen als eigenständige Familie angesehen. Phylogenetisch stehen sie aber, genau wie die Baikal-Ölfische (Comephoridae) tief innerhalb der Familie der Groppen (Cottidae) und sogar innerhalb der Gattung Cottus.  Der amerikanische Ichthyologe Joseph S. Nelson, Autor des Standardwerks zur Fischsystematik Fishes of the World, führt die Familie weiterhin an, obwohl er dafür plädiert, sie in die Cottidae zu integrieren. In der neuesten Revision der Knochenfische wird der Familienrang der Tiefwassergroppen verworfen; ihre Gattungen und Arten werden jetzt zu den Groppen gerechnet.

## Gattungen und Arten
- Gattung Abyssocottus
  - Abyssocottus elochini Taliev, 1955.
  - Abyssocottus gibbosus Berg, 1906.
  - Abyssocottus korotneffi Berg, 1906.
- Gattung Asprocottus
  - Asprocottus abyssalis Taliev, 1955.
  - Asprocottus herzensteini Berg, 1906.
  - Asprocottus intermedius Taliev, 1955.
  - Asprocottus korjakovi minor Sideleva, 2001.
  - Asprocottus minor Sideleva, 2001.
  - Asprocottus parmiferus Taliev, 1955.
  - Asprocottus platycephalus Taliev, 1955.
  - Asprocottus pulcher Taliev, 1955.
- Gattung Cottinella
  - Cottinella boulengeri (Berg, 1906).
- Gattung CyphocottusCyphocottus megalops

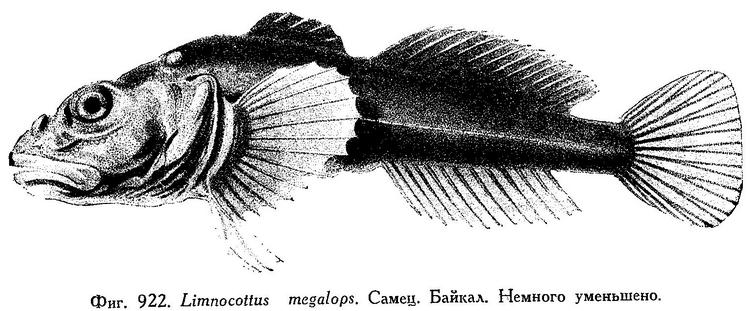
Cyphocottus megalops

  - Cyphocottus eurystomus (Taliev, 1955).
  - Cyphocottus megalops (Gratzianov, 1902).
- Gattung Limnocottus
  - Limnocottus bergianus Taliev, 1935.
  - Limnocottus godlewskii (Dybowski, 1874).
  - Limnocottus griseus (Taliev, 1955).
  - Limnocottus pallidus Taliev, 1948.
- Gattung Neocottus
  - Neocottus thermalis Sideleva, 2002.
  - Neocottus werestschagini (Taliev, 1935).
- Gattung Procottus
  - Procottus gotoi Sideleva, 2001.
  - Procottus gurwicii (Taliev, 1946).
  - Procottus jeittelesii (Dybowski, 1874).
  - Procottus major Taliev, 1949.